# Isole Snares
Le Isole Snares (conosciute anche col nome māori Tini Heke) sono un piccolo arcipelago che si trova circa 200 chilometri a sud dell'Isola del Sud, in Nuova Zelanda. Esse consistono dell'isola principale (North East Island) e delle più piccole Broughton Island e Western Chain, estendendosi su di un'area totale di circa 3,5 chilometri quadrati.
Le isole vennero cartografate per la prima volta nel 1791 da George Vancouver, che le battezzò The Snares perché considerava un azzardo tentare di avvicinarsi alla costa (la parola "snare" in inglese significa "trappola"). I Maori conoscevano già le isole e il loro nome per la maggiore era Te Taniwha ("il mostro marino").
Al contrario di altre isole sub-antartiche, che vennero depredate nel corso del XIX secolo da pescatori e cacciatori di balene, le Isole Snares rimangono una delle poche zone ancora incontaminate della Nuova Zelanda. Anche per questa ragione, insieme alle Isole Auckland, Bounty, Campbell e Antipodi, le Isole Snares sono state inserite nel 1998 nell'elenco dei Patrimoni dell'umanità dell'UNESCO, col nome unitario di Isole sub-antartiche della Nuova Zelanda.
Sulle isole si trovano molte specie animali, alcune endemiche, come il pinguino delle Snares, il beccaccino delle Snares e il beccaccino della Nuova Zelanda, oltre a numerosi invertebrati, anch'essi endemici. North East Island possiede una sua vegetazione ed è la principale area riproduttiva del mondo per la berta grigia, con oltre 3 milioni di individui presenti durante la stagione riproduttiva, fra novembre e aprile.
10 chilometri a sud dell'arcipelago si trova un pericoloso gruppo di scogli, detto Seal Reef. Sulle isole crescono copiose comunità di megaerbe.
Le isole godono di uno status di alta protezione ambientale e l'attracco è proibito se non si è in possesso di un permesso per compiere ricerche scientifiche.